# Robert Berdella
Robert Andrew Berdella Jr. (Cuyahoga Falls, 31 gennaio 1949 – Jefferson City, 8 ottobre 1992) è stato un serial killer statunitense.
Soprannominato "Il macellaio di Kansas City" e "Il collezionista", rapì, violentò, torturò e uccise almeno sei ragazzi tra il 1984 e il 1987 a Kansas City dopo aver tenuto le vittime in cattività anche per oltre sei settimane.
Descrivendo i suoi crimini come "alcune delle mie fantasie più oscure fattesi realtà", Berdella si dichiarò colpevole e fu condannato all'ergastolo per l'omicidio di una delle sue vittime, Larry Pearson, nell'agosto del 1988, per poi essere ritenuto colpevole di altri cinque omicidi nel dicembre del 1988. Nell'ottobre del 1992 morì in carcere a causa di un infarto nel Missouri State Penitentiary.
Berdella si guadagnò il soprannome di "The Kansas City Butcher" ("Macellaio di Kansas City") a causa della sua abitudine di dissezionare le proprie vittime, che poi metteva in sacchi della spazzatura, e di "The Collector" ("Collezionista") in riferimento al film Il collezionista del 1965 che egli dichiarò essere alla base delle sue fantasie omicide avendo influenzato il suo modus operandi.

## Primi anni
Robert Andrew Berdella Jr. nacque il 31 gennaio 1949, a Cuyahoga Falls, Ohio, primo dei due figli della coppia formata da Robert Berdella Sr., operaio della Ford Motor Company, e Mary Berdella, casalinga. Suo padre era un cattolico di origine italiana molto religioso, la famiglia si recava a messa tutte le domeniche ed entrambi i figli frequentarono il catechismo.
Da bambino, Berdella era intelligente ma molto solitario e raramente giocava con i coetanei avendo difficoltà a socializzare. Piuttosto pingue, soffriva di un disturbo del linguaggio e portava spessi occhiali da vista essendo molto miope fin da piccolo. Gli fu inoltre diagnosticata una forma di ipertensione per la quale dovette prendere vari medicinali. Molto sedentario, a differenza del fratello Daniel che eccelleva nello sport, suo padre considerò la sua mancanza di attitudine verso l'attività fisica una sorta di fallimento, e spesso lo sminuiva nei confronti del fratello minore. Occasionalmente, il padre abusava psicologicamente dei figli e li picchiava con una cintura di cuoio.
Robert andava piuttosto bene a scuola, sebbene gli insegnanti lo considerassero uno studente problematico, in parte per il suo distacco e in parte perché era spesso fatto oggetto di atti di bullismo da parte dei coetanei.
Quando Berdella raggiunse la pubertà, scoprì di essere omosessuale; inizialmente, tenne segreta questa cosa, vergognandosi e nascondendo la propria sessualità per molti anni. Tuttavia, da adolescente, per breve tempo ebbe anche una fidanzata.

## Adolescenza
Nella tarda adolescenza, Berdella cominciò a sviluppare atteggiamenti rudi e sprezzanti, soprattutto nei confronti delle donne. Imparò a cucinare e si interessò all'arte antica. Il giorno di Natale del 1965, la sua famiglia andò a far visita a dei parenti a Canton (Ohio). Quella sera, il padre di Berdella ebbe un infarto a soli 39 anni. Due giorni dopo, Berdella tornò a Cuyahoga Falls da solo. Appena arrivato a casa, gli telefonarono per dirgli che il padre era morto. Robert cercò conforto nella fede, ma ben presto perse interesse e divenne molto cinico e scettico nei confronti di tutte le religioni.
Nel 1965, vide al cinema il film Il collezionista, adattamento dell'omonimo romanzo di John Fowles. La trama del film narra la vicenda di un uomo che rapisce una ragazza che trova attraente; la tiene prigioniera in cantina, vedendola più come un bel soprammobile che come un essere umano. Dopo alcune settimane, la donna muore di malattia nonostante i tentativi di mantenerla in vita del suo rapitore. Berdella disse in seguito che la visione del film l'aveva molto impressionato.
Poco tempo dopo la morte di suo padre, la madre di Berdella si risposò. Questo fatto fu preso molto male da Robert, che vide l'avvenimento come una sorta di tradimento. Come risultato, Berdella divenne ancora più introverso, immergendosi ulteriormente nel suo mondo fatto di pittura, numismatica e filatelia. In questo periodo iniziò anche a collezionare oggetti d'arte esotica.

## Trasferimento a Kansas City

### Anni del college
Nell'estate del 1967, Berdella si diplomò presso la Cuyahoga Falls High School. Poco tempo dopo il diploma, Robert si trasferì a Kansas City. Qui, si iscrisse al Kansas City Art Institute, con l'aspirazione di diventare professore. Nel suo primo anno di studi al Kansas City Art Institute, Berdella veniva considerato uno studente di talento, sebbene il suo profitto andasse calando rapidamente e nel corso del secondo anno, cominciasse a dimostrare insofferenza verso l'autorità degli insegnanti, e a consumare e spacciare droga. In aggiunta, iniziò anche a bere alcolici di frequente. Indugiò in atti di crudeltà verso gli animali, torturando anatre e polli in presenza di altri studenti, e una volta sperimentò l'iniezione di sedativi e tranquillanti su un cane.
All'età di 19 anni, Berdella fu arrestato per spaccio di droga quando tentò di vendere metamfetamina a un poliziotto in borghese; fu rilasciato dietro pagamento di una cauzione di 3 000 dollari, e successivamente si dichiarò colpevole e fu condannato a cinque anni con sospensione condizionale della pena. Un mese dopo il suo arresto, Berdella e due altri studenti furono arrestati per possesso di marijuana e LSD. Questa volta, Berdella non poté usufruire della sospensione della pena, e trascorse cinque giorni in carcere, prima che le accuse contro di lui fossero archiviate per mancanza di prove.

### 4315 Charlotte Street
Nel 1969, Berdella si ritirò volontariamente dall'Istituto d'arte dopo essere stato violentemente criticato dal consiglio scolastico per aver torturato, ucciso e poi cucinato un'anatra per "scopi artistici". Scelse di restare comunque a Kansas City e nel settembre di quell'anno, si trasferì in un appartamento in città al numero 4315 di Charlotte Street. In questo periodo della sua vita, Berdella accettò di essere gay. Iniziò a frequentare assiduamente prostituti, drogati, piccoli delinquenti, e vagabondi.
Spesso ai suoi vicini di casa, preoccupati da questo andirivieni di soggetti poco raccomandabili, Berdella raccontava che aiutava questi ragazzi in difficoltà perché si sentiva un po' come un padre per loro. All'inizio degli anni ottanta, molti dei suoi vecchi conoscenti avevano cessato qualsiasi forma di contatto sociale con lui, e di conseguenza Berdella trovò in questi giovani sbandati una nuova fonte di amicizia e compagnia. Berdella ebbe frequenti relazioni sessuali con molti di loro, e stabilì una sorta di controllo su di essi, mantenendoli, dandogli del denaro o lasciandoli soggiornare gratis a casa sua.
Poco tempo dopo il suo trasferimento a Charlotte Street, cominciò a lavorare come aiuto cuoco in vari ristoranti della zona. Per arrotondare, vendeva anche oggetti d'arte ed antichità della sua collezione, con pezzi provenienti da Africa, Asia, Sud America, ecc. Con il passare del tempo si concentrò sempre di più su quest'ultima attività.

## Bob's Bazaar Bizarre
Nel 1982, Berdella aprì un negozio all'interno del centro commerciale di Westport. Il negozio venne chiamato Bob's Bazaar Bizarre, e principalmente vendeva oggetti d'arte primitiva, gioielli e antichità. Anche se occasionalmente gli affari andavano bene, le entrate generali erano spesso insufficienti per coprire le spese giornaliere. Come risultato, Berdella cominciò a prendere pensionanti a casa sua, affittando una stanza come fonte di guadagno aggiuntivo.
Per motivi di lavoro, Berdella conobbe un mercante di oggetti d'arte di nome Paul Howell, titolare di un negozio vicino al suo, e il suo giovane figlio, Jerry. Inizialmente, Jerry Howell e i suoi amici presero in giro Berdella per la sua scoperta omosessualità, anche se, secondo quanto riportato da Berdella, Jerry in seguito gli avrebbe confidato che lui e i suoi compagni, per guadagnare soldi, occasionalmente si prostituivano con uomini.
Nei primi anni ottanta, Paul Howell trasferì il suo negozio in un edificio situato all'incrocio tra la 39th e Main Street, ma rimase in buoni rapporti con Berdella. Nell'estate 1984, Jerry Howell compí 19 anni.

## Omicidi
Jerry Howell
Si ritiene che Berdella abbia ucciso la sua prima vittima il 5 luglio 1984, il diciannovenne Jerry Howell, che aveva conosciuto nel 1979 e che attirò a casa sua con l'offerta di accompagnarlo in auto a una gara di ballo a Merriam (Kansas). Secondo quanto riferito da Berdella, egli fece assumere al giovane alcol, Valium e acepromazina, sia in macchina sia a casa, fino a quando la vittima perse conoscenza. Quindi gli iniettò un pesante tranquillante, prima di legare il giovane al suo letto.
Jerry Howell rimase legato al letto di Berdella per circa 28 ore. Durante questo periodo di costrizione, Berdella lo drogò, torturò e violentò ripetutamente, arrivando anche a penetrarlo analmente con oggetti estranei, ignorando le suppliche della sua vittima. Jerry morì "soffocando nel suo proprio vomito", come dichiarato dal suo aguzzino.
Berdella avrebbe raccontato di aver anche cercato di effettuare un massaggio cardiaco a Howell per farlo rinvenire, ma quando si accorse che il ragazzo era proprio morto, portò il suo cadavere in cantina, dove lo appese per i piedi a una trave. Quindi posizionò sotto il corpo un pentolone da cucina e praticò varie incisioni in modo che si dissanguasse del tutto, per poi smembrarlo con più facilità. Il giorno successivo, mise i vari pezzi in sacchi della spazzatura da portare in discarica.
Quando fu interrogato dalla polizia circa la sparizione del ragazzo, Robert Berdella dichiarò di averlo accompagnato in auto a Merriam come promesso, e di non averlo più visto da allora.
Come avrebbe fatto per tutti i seguenti omicidi, il killer tenne un resoconto scritto dettagliato di tutte le pratiche sessuali e torture inflitte alla sua vittima. Dopo il suo arresto nel 1988, egli avrebbe raccontato agli inquirenti che Howell aveva ripetutamente supplicato affinché cessassero il suo continuo abuso e le torture, per tutto il periodo della sua prigionia, sebbene Berdella avesse sempre ignorato queste suppliche, schernendo la propria vittima, o minacciandola. Egli volle comunque precisare che non faceva tutto questo per divertimento personale, ma solo ed esclusivamente per sua "gratificazione mentale e fisica".
Robert Sheldon
Il 10 aprile 1985, un ex inquilino di Berdella, il ventitreenne Robert Sheldon, bussò alla sua porta e gli chiese se avesse potuto stare a casa sua per un breve periodo di tempo. Secondo Berdella, anche se Sheldon avrebbe pagato l'affitto, lo considerava "una scocciatura" e, sebbene non si sentisse sessualmente attratto da lui, decise di drogarlo e metterlo in cattività il 12 aprile.
Sheldon fu drogato con dosi massicce di sedativi e tenuto prigioniero nella camera da letto al secondo piano per tre giorni, durante i quali venne crudelmente torturato in vari modi. Il 15 aprile arrivò un operaio che doveva effettuare dei lavori sul tetto di casa sua, quindi Berdella decise di eliminare la sua vittima soffocandola con un sacchetto di plastica in testa. In seguito sezionò il cadavere nel bagno al terzo piano.
Mark Wallace
Nel giugno seguente, Berdella trovò Mark Wallace (che aveva già brevemente conosciuto in passato) mentre si stava riparando da un forte temporale nel suo capanno degli attrezzi. Berdella lo invitò dentro casa, e, notando il forte stato d'ansia e di depressione nel quale versava Wallace, gli fece un'iniezione di clorpromazina spiegandogli che lo avrebbe "calmato e rilassato". Trenta minuti dopo, decise di mettere il ragazzo "in cattività".
Wallace fu portato al secondo piano dove, legato al letto, sperimentò quasi un giorno intero di abusi sessuali e torture sadiche che inclusero anche scosse elettriche ai capezzoli. Alla fine Mark Wallace morì a causa di un misto di "droga e privazione di ossigeno dovuta al bavaglio". Berdella annotò nel suo diario l'ora della morte del giovane: 7:00 di sera del 23 giugno.
James Ferris
Il 26 settembre 1985, Berdella rispose a una telefonata di un conoscente di nome James Ferris che gli chiese se poteva rimanere a casa sua per un breve periodo. Berdella accettò con l'intenzione specifica di rapire Ferris, e gli disse di incontrarsi in un bar in serata per mettersi d'accordo sull'affitto. Nonostante la brutalità a cui aveva sottoposto le sue prime tre vittime, Berdella ha affermato che Ferris è stata la prima vittima a cui ha intenzionalmente deciso di infliggere torture.
Egli portò Ferris a casa e lo drogò con tranquillanti che aveva nascosto in un pasto, quindi lo legò al suo letto prima di torturarlo quasi costantemente per circa 27 ore. La tortura includeva la somministrazione ripetuta di scosse elettriche ai testicoli per un massimo di cinque minuti e agopuntura tramite aghi ipodermici al collo e ai genitali. Ferris divenne gradualmente delirante, ma Berdella continuò i suoi abusi fino a quando annotò nel suo diario che il giovane "non riusciva a stare in piedi per più di 10–15 secondi", che aveva il respiro "molto affannoso" e infine, quando il ragazzo alla fine morì, scrisse che l'"esperimento era terminato" e il progetto poteva dirsi "concluso".
Todd Stoops
Todd Stoops era un tossicodipendente e prostituto occasionale che, insieme alla moglie, aveva vissuto in due occasioni a casa di Berdella nel 1984. Quando Stoops e la moglie lasciarono la casa la seconda volta, Berdella non lo rivide più fino a quando non incontrò il ragazzo per caso nel Liberty Memorial Park di Kansas City, il 17 giugno 1986. Berdella lo invitò a casa sua per cenare insieme, e con l'intenzione di fare sesso dato che il giovane gli aveva detto che aveva bisogno di 13 dollari per comprare della droga. Molto attratto fisicamente da Stoops, il killer lo tenne segregato a casa per oltre due settimane prima che morisse, aumentando gradualmente l'intensità delle torture inflitte al prigioniero per renderlo uno schiavo sessuale cooperativo e remissivo. Berdella gli inflisse scosse elettriche agli occhi nel tentativo di accecarlo e gli iniettò delle sostanze abrasive nella laringe per silenziare le sue grida. Durante la seconda settimana di torture e abusi sessuali, Stoops chiese a Berdella un panino e qualcosa da bere. Quando Berdella si rifiutò, Stoops scoppiò a piangere. Il 27 giugno, l'aguzzino ruppe le pareti anali di Stoops introducendovi un pugno, causando una forte emorragia. Verso la fine, la vittima non era più in grado di mangiare a causa dell'infezione sopraggiunta alla ferita all'ano, e poco prima che Stoops morisse, Berdella scrisse nel suo diario che il giovane "non riusciva a respirare in posizione seduta". Il 1º luglio 1986, Stoops morì; un patologo forense ha successivamente testimoniato che la parete anale rotta causò alla vittima una forma di setticemia che si rivelò fatale.
Larry Wayne Pearson
Nella primavera del 1987, Berdella fece amicizia con un ventenne di nome Larry Wayne Pearson. Questa amicizia casuale era iniziata quando Pearson entrò un giorno nel suo negozio. Poco tempo dopo, Pearson soggiornò temporaneamente a casa sua, e svolgeva volentieri le faccende domestiche come mezzo per pagare l'affitto. Secondo quanto dichiarato da Berdella, egli inizialmente non aveva intenzione di rapire il ragazzo, ma decise di farlo il 23 giugno quando, dopo aver aiutato Pearson a uscire di prigione pagando la sua cauzione, il giovane gli disse scherzando che era sua abitudine "derubare froci" a Wichita. Secondo il suo stesso aguzzino, Pearson si rivelò essere di gran lunga il prigioniero più collaborativo. Il quinto giorno della sua cattività, dopo aver sopportato torture quali la somministrazione di scosse elettriche e la rottura delle ossa delle mani per mezzo di una mazza di ferro, Berdella dedusse che poteva finalmente fidarsi della vittima. Come premio, Pearson fu spostato dalla cantina al secondo piano, dove Berdella gli disse che se avesse continuato a cooperate, non gli avrebbe più fatto così male come prima. Durante l'ultimo periodo delle sue sei settimane di prigionia, Pearson fece di tutto per non contrariare il suo carceriere, lasciandosi violentare senza fiatare anche più volte al giorno, per paura di essere riportato in cantina.
Dopo sei settimane di prigionia, in un atto estremo di disperazione, Pearson morse profondamente il pene di Berdella mentre gli stava praticando una fellatio prima di urlare che non poteva continuare a tollerare di essere trattato in questo modo. In risposta, Berdella uccise Pearson colpendolo prima in testa con un ramo d'albero, per poi strangolarlo mentre era svenuto. Dopo, l'assassino andò in ospedale per farsi curare la ferita al pene. Il corpo di Pearson fu in seguito smembrato nel seminterrato e la sua testa, inizialmente riposta in un sacchetto di plastica all'interno del congelatore di Berdella, fu quindi seppellita nel cortile di casa.

## Ultima vittima
All'una di notte del 29 marzo 1988, Berdella rapì la sua ultima vittima, Christopher Bryson, 22 anni, prostituto omosessuale rimorchiato in strada. A casa di Berdella, Bryson fu fatto svenire con un colpo in testa sferrato con una spranga di ferro, quindi legato al letto, e ripetutamente stuprato e torturato come le precedenti vittime, sebbene nel caso di Bryson, Berdella gli asciugò spesso gli occhi con dell'ammoniaca, prima di dirgli: «Le uniche cose alle quali devi pensare sono te, me, e questa casa».
Dopo svariati giorni, Berdella spiegò a Bryson che lui aveva dimostrato di "capire" la sua prigionia, e che sebbene avrebbero anche potuto discutere insieme della dose giornaliera di torture che doveva subire, non c'era nessuna possibilità di negoziazione circa gli abusi sessuali. Berdella concluse con l'avvertimento: «Ho già fatto questo discorso con altri prima, e sono tutti morti adesso, a causa dei loro errori».

### Fuga di Christopher Bryson
Giunto al terzo giorno di prigionia, Bryson si era guadagnato a sufficienza la fiducia di Berdella da convincerlo a non legargli le mani sopra la testa dopo ogni stupro, ma solo ai polsi e al letto, e di fargli vedere la televisione in camera. Il giorno dopo, riuscì a liberarsi dalle corde bruciandole con dei fiammiferi che Berdella aveva inavvertitamente lasciato nella stanza e alla sua portata quando era uscito per recarsi sul posto di lavoro. Quindi, fuggì dalla casa degli orrori saltando dalla finestra del secondo piano, correndo per il quartiere completamente nudo fatta eccezione per un collare da cane al collo, fino a quando non incontrò un passante e gli chiese di chiamare subito la polizia.
Interrogato da quattro agenti, Bryson dichiarò che stava facendo l'autostop quando fu rapito da Berdella, che lo aveva portato a casa sua, violentato e torturato per quattro giorni prima che lui fosse riuscito a fuggire saltando dalla finestra del secondo piano. Con un piede rotto a causa della caduta, coperto di cicatrici, e con gli occhi rossi e gonfi, Bryson fu portato al Menorah Medical Center, accompagnato da tre poliziotti, mentre il quarto agente chiamò la centrale per richiedere rinforzi e l'autorizzazione a perquisire la casa di Robert Berdella.

## Arresto
Dettagliatamente interrogato alla stazione di polizia di Kansas City dopo essere stato dimesso dal Menorah Medical Center, Bryson raccontò inoltre alla polizia che il suo aguzzino gli aveva fatto vedere molte fotografie Polaroid che mostravano corpi di uomini che sembravano defunti, spiegandogli che erano le sue precedenti prede che aveva cercato, senza successo, di "collezionare" come schiavi sessuali.
Lo stesso pomeriggio della fuga della sua ultima vittima, Robert Berdella fu arrestato con l'accusa di violenza sessuale nei confronti di Christopher Bryson. Egli si rifiutò di lasciar entrare gli agenti in casa sua, e si rese necessario spiccare un mandato per procedere alla perquisizione. All'interno dell'abitazione la polizia rinvenne numerose prove che confermavano il racconto di Bryson, nella camera da letto al secondo piano furono rinvenute le corde bruciate che lo avevano tenuto prigioniero, inoltre nella stanza era presente su una parete un trasformatore elettrico con i cavi che portavano al letto. Un contenitore in metallo accanto al letto conteneva siringhe, flaconi di diverse sostanze, tamponi e collirio. Infine nella stanza furono rinvenuti una sbarra di ferro, corde di varia lunghezza, e cinture di pelle. Dopo questi primi rilevamenti, successivamente la perquisizione della proprietà proseguì sotto la supervisione dell'FBI. Gli investigatori trovarono un teschio dentro un armadio, una testa parzialmente decomposta sotterrata in giardino, diverse vertebre umane segnate da segni di seghetto e coltello nascoste in un corridoio, e molti denti umani riposti in due buste. Sia un seghetto che una sega circolare furono scoperti nel seminterrato della proprietà, e anche una motosega macchiata di sangue, carne, e peli pubici. L'esame al Luminolo rivelò che il pavimento della cantina era coperto di macchie di sangue.
Furono rinvenute anche 334 foto Polaroid di vari individui di sesso maschile; le foto raffiguravano Christopher Bryson ed altri soggetti sconosciuti mentre venivano torturati o sodomizzati. Oltre a varie riviste pornografiche gay, la polizia trovò attrezzi sessuali, aghi ipodermici, un libro sui narcotici, e il "diario delle torture" di Berdella. In un armadio al secondo piano furono infine rinvenuti articoli di giornale del The Kansas City Star sulla scomparsa di Jerry Howell, e portafoglio e patente di guida di una persona scomparsa di nome James Ferris.

## Processo e condanna
Il 22 luglio 1988 Berdella venne ufficialmente incriminato per l'omicidio e lo smembramento di Larry Wayne Pearson, dopo che la testa trovata nel cortile di casa sua fu identificata come quella della vittima in questione. Il mese successivo, si dichiarò colpevole di omicidio di primo grado e fu condannato all'ergastolo dal giudice Alvin C. Randall della contea di Jackson. Il detenuto fu trasferito nel Missouri State Penitentiary dopo la lettura della sentenza.
Un secondo processo si svolse il 24 agosto, questa volta Berdella doveva rispondere delle accuse relative al rapimento, stupro e aggressione di Christopher Bryson (sei accuse di sodomia e una di tentato omicidio furono archiviate quando l'imputato si dichiarò colpevole); fu condannato ad altri sette anni che andarono ad aggiungersi all'ergastolo precedente.
Nonostante il 13 settembre 1988 Berdella si fosse dichiarato innocente degli altri cinque omicidi, alla fine decise di confessare per evitare la pena di morte. Si dichiarò colpevole confessando dettagliatamente i crimini. Le confessioni ebbero luogo il 13 e 15 dicembre 1988. In cambio della sua collaborazione, il pubblico ministero acconsentì a non richiedere la pena di morte nel corso dell'udienza formale tenutasi il 19 dicembre.
Durante le confessioni del 13-15 dicembre, Berdella dichiarò come la visione del film Il collezionista nel 1965, lo avesse molto impressionato. A seguito del senso di sgomento e disgusto che provò dopo l'omicidio della sua prima vittima, gli tornò in mente il film che successivamente divenne una motivazione psicologica per i suoi successivi crimini. Le sue vittime, raccontò agli inquirenti, perdevano ogni connotazione umana ai suoi occhi appena aveva deciso di "catturarle".

## Morte
Nel 1992, Berdella contattò il consigliere spirituale che aveva incontrato durante la prima incarcerazione, il reverendo Roger Coleman. Egli informò Coleman del suo disagio a causa del personale del penitenziario statale del Missouri che gli aveva trattenuto i suoi farmaci per il cuore.
Alle 14:00 dell'8 ottobre 1992, Berdella si lamentò con il personale penitenziario di dolori cardiaci e fu portato dalla sua cella all'infermeria della prigione. Il personale medico decise di chiamare un'ambulanza. Berdella venne trasportato in ospedale a Columbia (Missouri), dove fu dichiarato morto per un attacco di cuore alle 15:55. Aveva 43 anni.
Poco dopo, il giudice al processo, Alvin Randall, fu informato della morte di Berdella. In risposta, Randall osservò sarcasticamente: «Non sarebbe potuto succedere a un ragazzo più simpatico».
Secondo i rapporti medici pubblicati, sebbene Berdella soffrisse di un disturbo depressivo della personalità, gli fu anche diagnosticata una forma acuta di sadismo sessuale, che lo rese un individuo che traeva eccitazione sessuale estrema dall'umiliazione, dal dolore e dalla tortura a cui aveva sottoposto le sue vittime. Inoltre, nonostante le sue presunte dichiarazioni a vari giornalisti che aveva contattato negli anni della sua detenzione, non espresse mai alcun rimorso per le sue azioni e definì le sue vittime dei "giocattoli sessuali" in un'intervista rilasciata poco tempo prima della sua morte.

## Vittime
All'epoca dell'arresto di Berdella nell'aprile 1988, egli aveva rapito, torturato, stuprato e ucciso almeno 6 giovani uomini (la polizia di Kansas City lo sospetta nei casi di altre due sparizioni). In aggiunta, nonostante gli uomini ritratti nelle oltre 334 Polaroid ritrovate a casa di Berdella siano oltre 20, egli si è sempre detto responsabile dei soli 6 omicidi a lui attribuiti.
- Jerry Howell, 19 anni, 5 luglio 1984: Un conoscente di Berdella che morì di asfissia dopo circa 28 ore di prigionia, durante le quali fu ripetutamente stuprato.[2] Howell aveva conosciuto Berdella nel 1979.[2]
- Robert Sheldon, 23 anni, 12 aprile 1985: Suo ex inquilino, Sheldon era tornato da Berdella il 10 aprile per chiedergli se potesse ospitarlo ancora. Due giorni dopo, il 12 aprile, egli decise di metterlo in "cattività". Fu ucciso per soffocamento il 15 aprile.[2] La sua testa mozzata fu inizialmente seppellita in giardino da Berdella. In seguito, il suo teschio venne dissotterrato e rinchiuso nell'armadio della camera da letto.[31]
- Mark Wallace, 20 anni, 22 giugno 1985: Scoperto per caso da Berdella mentre stava riparandosi da un temporale nel capanno degli attrezzi. Wallace morì a seguito di una combinazione di mancanza d'ossigeno ed iniezioni di varie droghe alle 7 di sera del 23 giugno.[2]
- James Ferris, 25 anni, 26 settembre 1985: Prima vittima che Berdella disse di aver intenzionalmente torturato prima di ucciderla.[2] Berdella notò che Ferris fu preso dal delirio mentre era prigioniero a causa delle torture subite e dei successivi medicamenti ai quali lo aveva sottoposto. Il ragazzo morì poco tempo dopo.[2] La sua morte fu annotata da Berdella nel suo diario delle torture con la dicitura "fine del progetto".[2]
- Todd Stoops, 21 anni, 17 giugno 1986: Rapito perché Berdella si sentiva "sessualmente frustrato" da lui. Le torture alle quali lo sottopose prima della morte inclusero scosse elettriche agli occhi. Stoops morì per un misto di dissanguamento e infezione il 1º luglio.[2]
- Larry Wayne Pearson, 20 anni, 23 giugno 1987: Tenuto prigioniero fino al 5 agosto.[2] Pearson fu ucciso per soffocamento dopo sei settimane di stupri e torture, che inclusero una corda di pianoforte legata ai polsi con l'intenzione di causare danni nevralgici. La sua testa fu sepolta in giardino.[2]

## Riferimenti nella cultura di massa

### Cinema
- Il film Berdella del 2009 si basa direttamente sugli omicidi commessi da Robert Berdella. Scritto e diretto da William Taft, e co-diretto da Paul South, il film vede Seth Correa nel ruolo di Berdella.[32]

### Televisione
- Un documentario del 2004 diretto da Benjamin Meade, Bazaar Bizarre noto anche come James Ellroy Presents Bazaar Bizarre, si basa sul libro del giornalista Tom Jackman intitolato Rites of Burial. Bazaar Bizarre racconta i crimini di Berdella, e include materiali d'archivio come interviste in carcere al killer prima della sua morte. Christopher Bryson è tra gli intervistati.[33][34]